# Єльцов Руслан Олександрович

Руслан Олександрович Єльцов, «Бон», (03.03.2001–12.09.2023), с. Русин Яр Донецької обл. —  український військовослужбовець, учасник російсько-української війни.

## Життєпис

### Дитинство та юність
Єльцов Руслан Олександрович («Бон») 

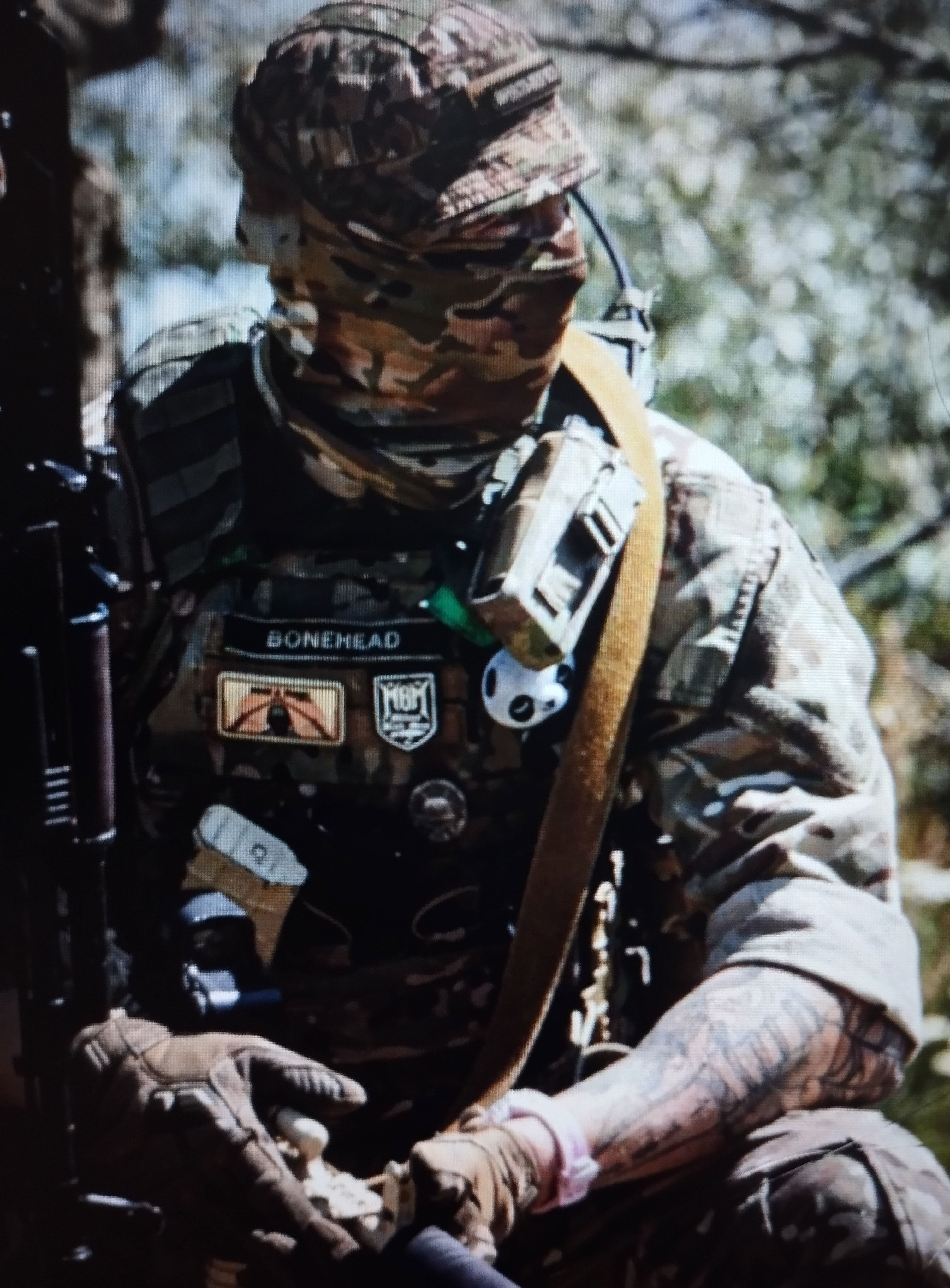
Вартовий

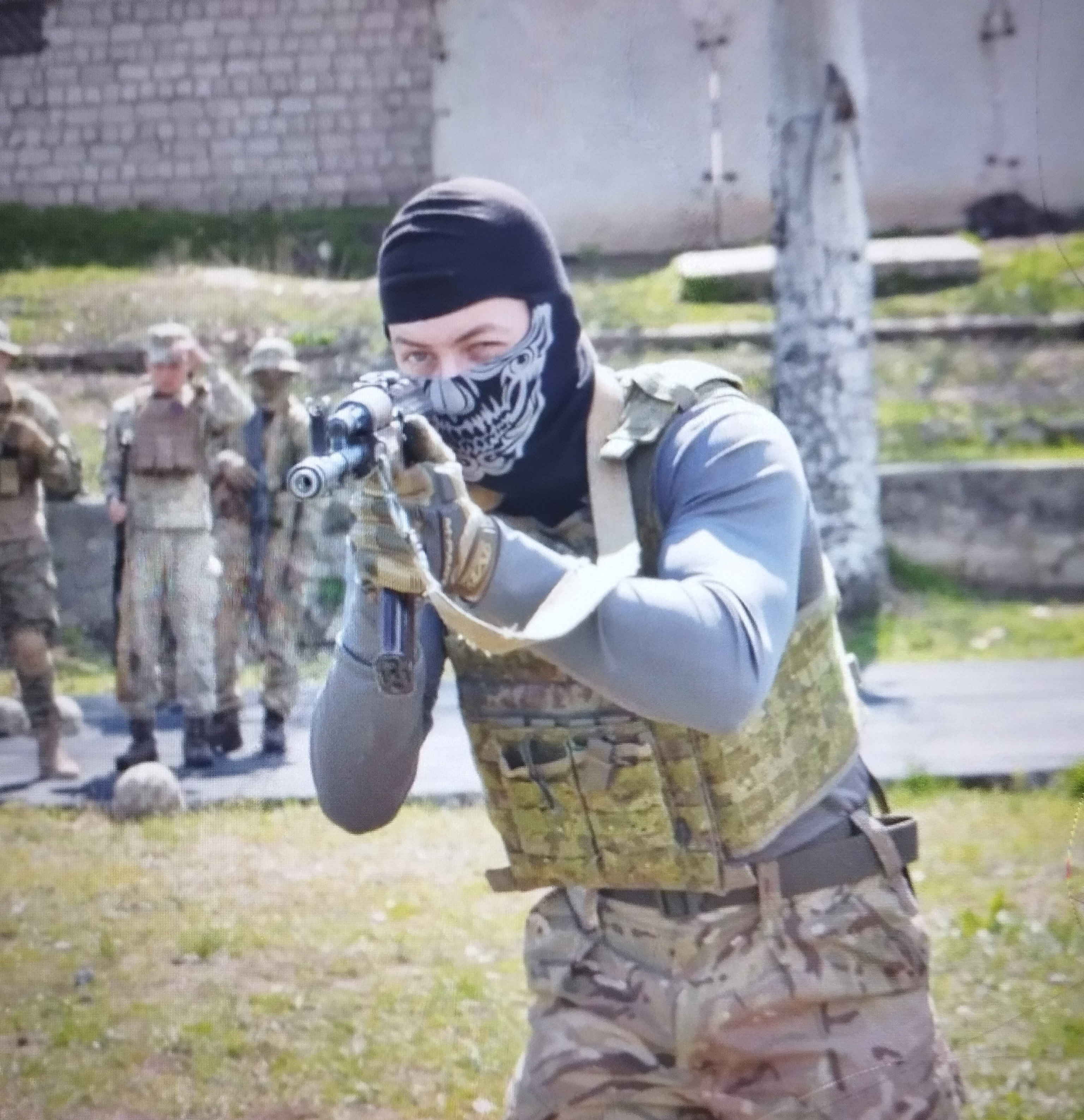
Безстрашний

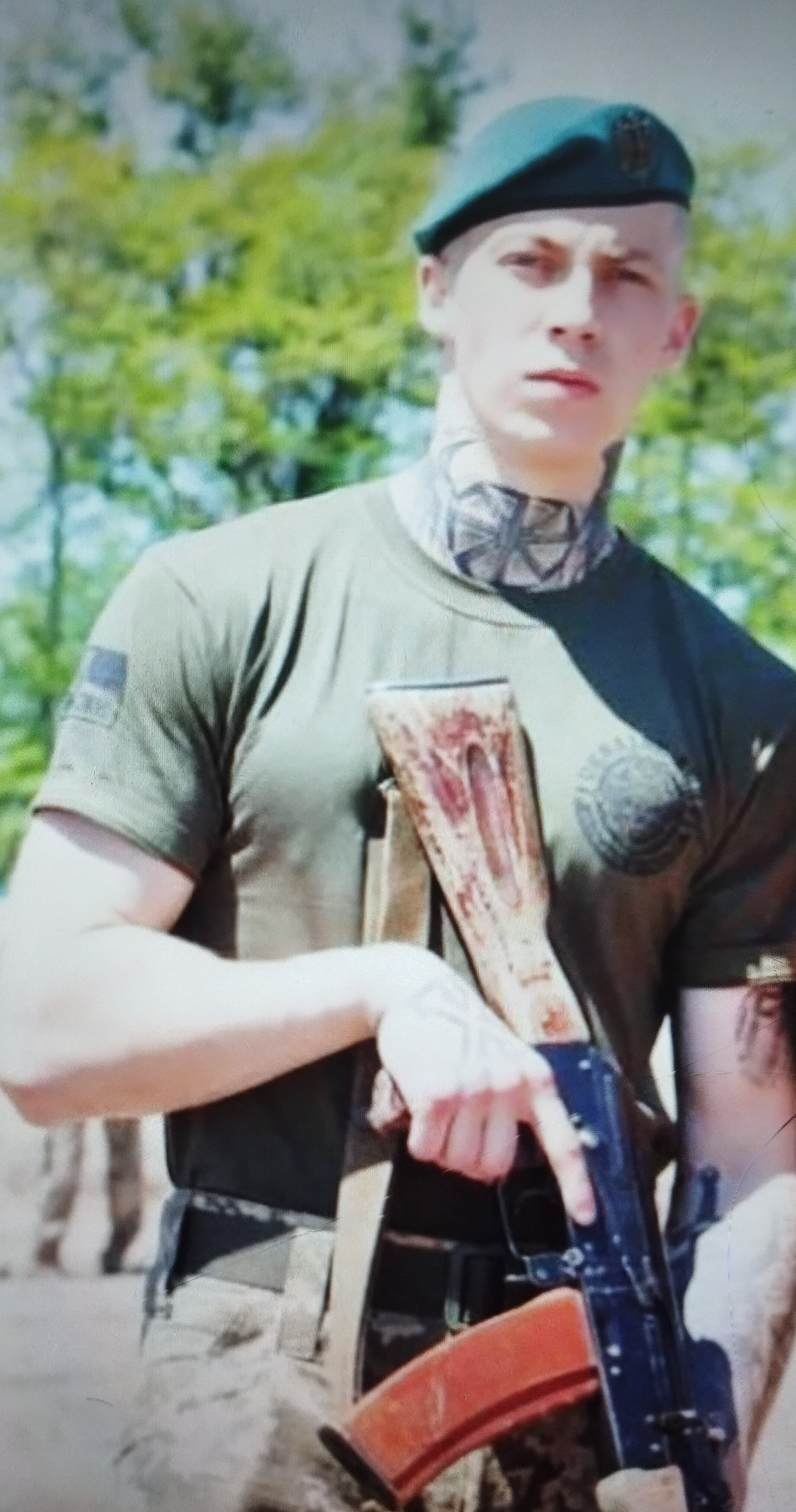
Назавжди в серцях

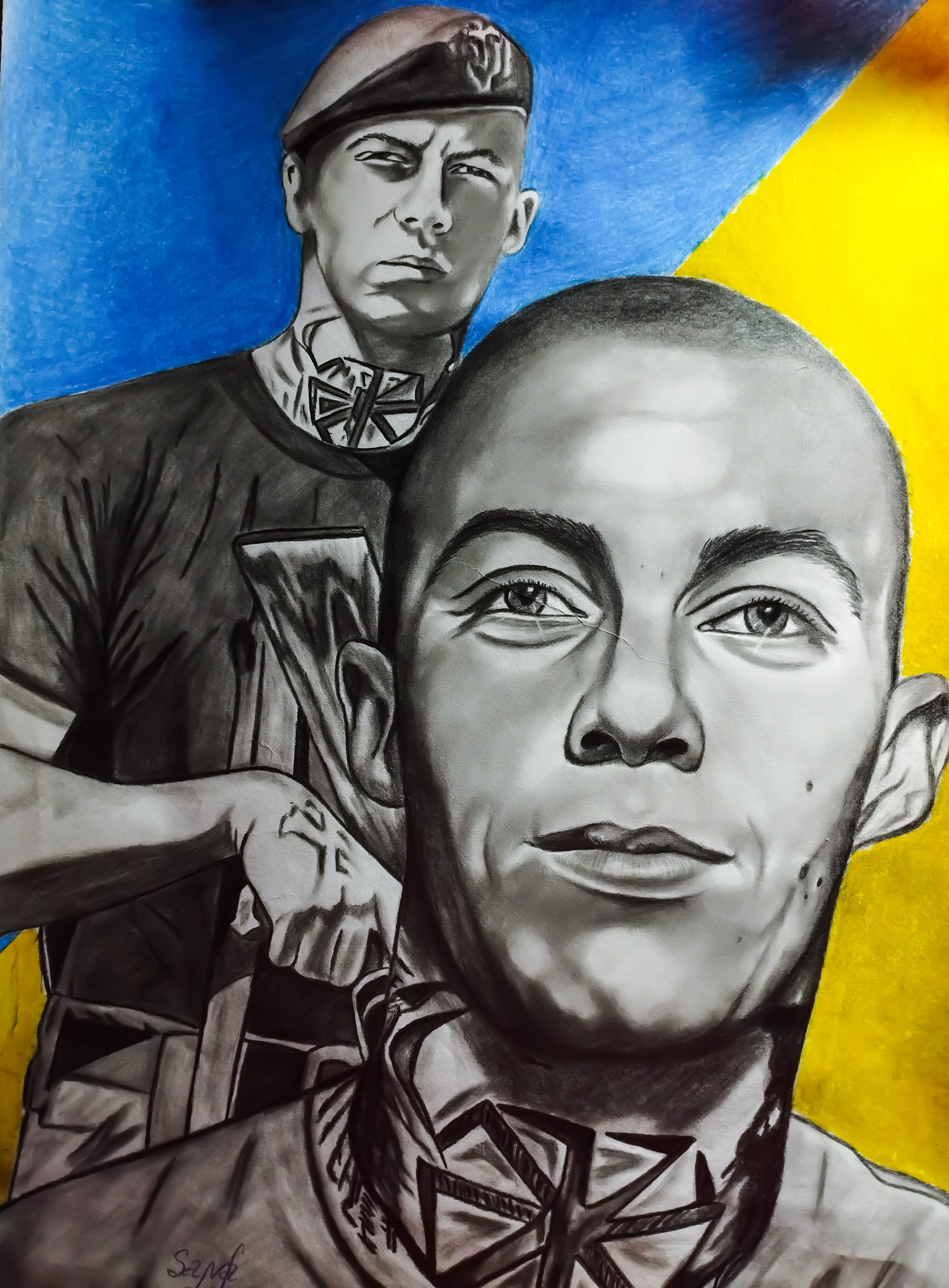
Руслан Бонхед

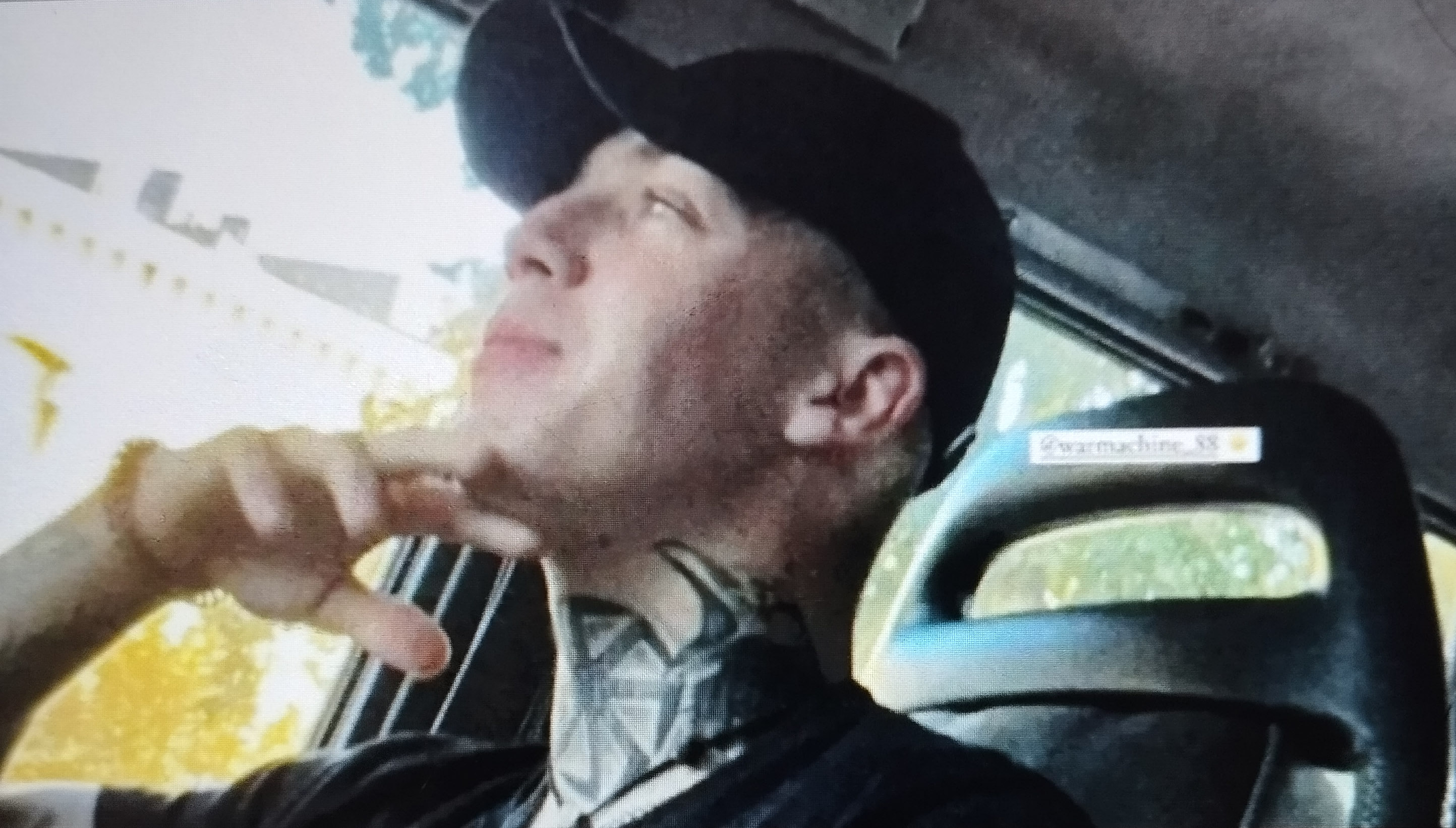
Завжди на позитиві

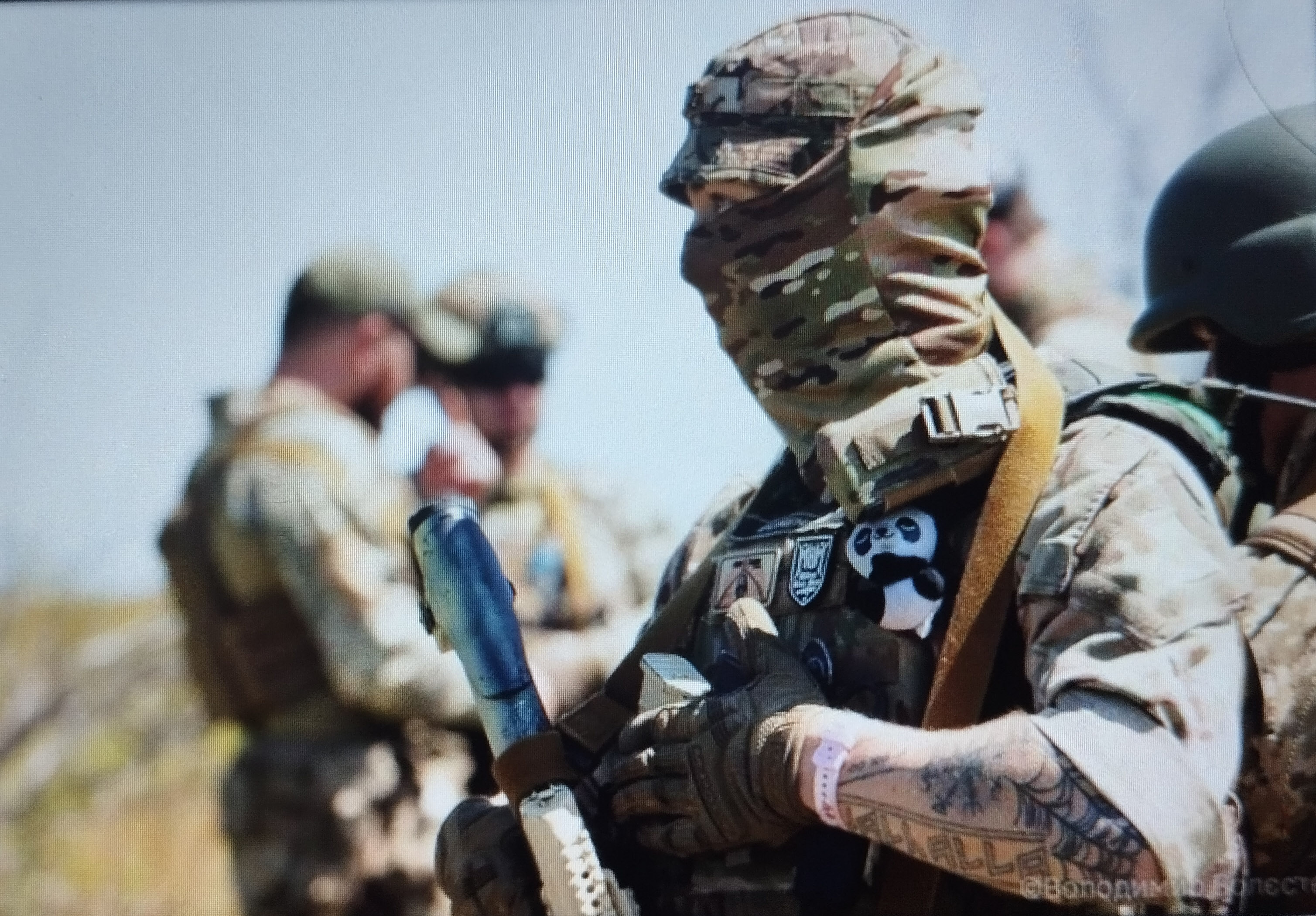
Сміливість в строю

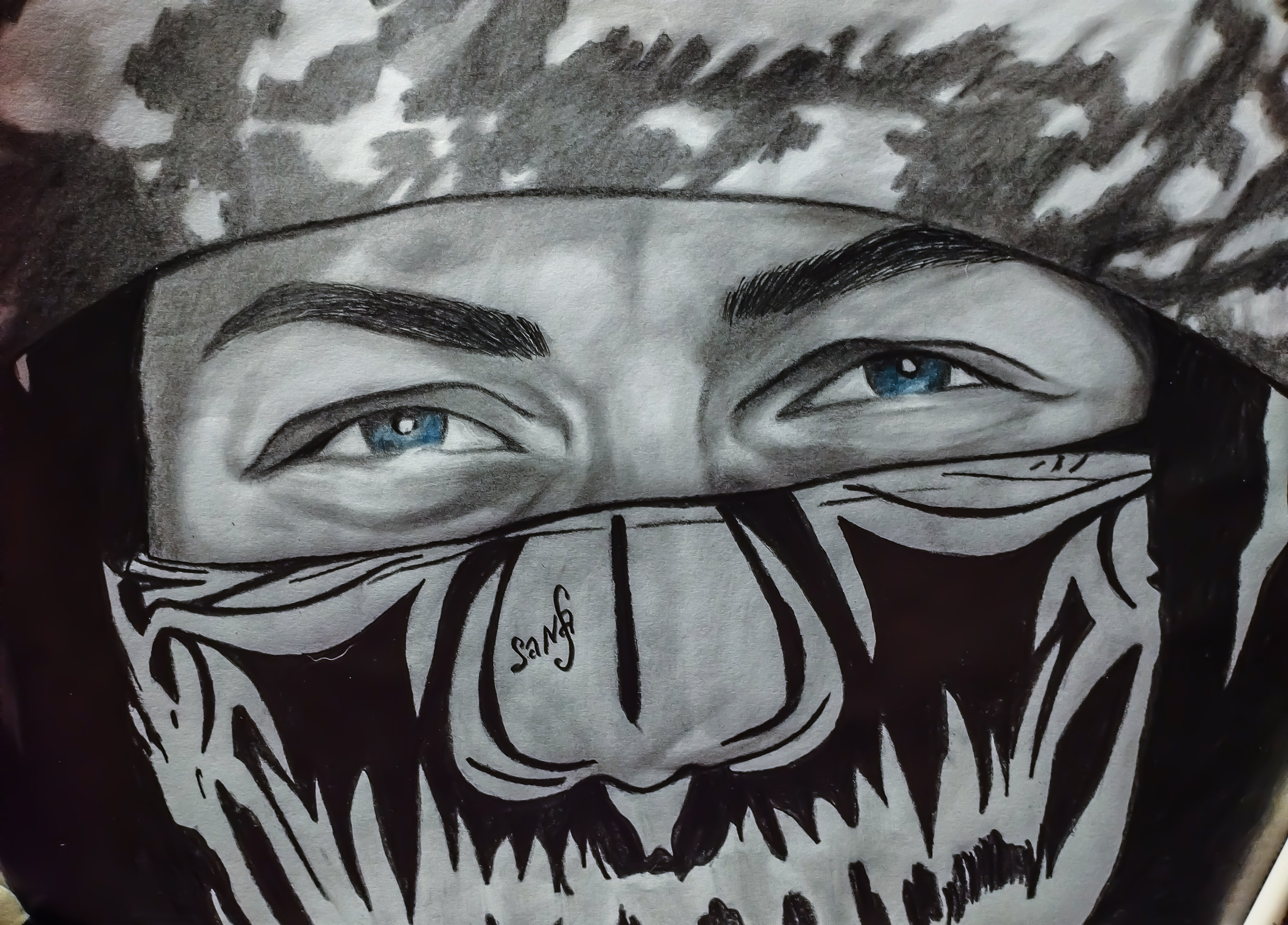
Урівноваженість

| Текст вилучений зі статті через підозру в порушенні авторських прав |
| --- |
| Текст, що раніше перебував на цій сторінці, запідозрено в порушенні авторських прав на текст із таких джерел: online.fliphtml5.com/bklqn/vgon/#p=157 Дата, коли було знайдено порушення: 8 серпня 2025. Тому, хто повісив цей шаблон: На сторінку обговорення користувача, який розмістив цю статтю, варто додати повідомлення {{subst:nothanks cv\|Єльцов Руслан Олександрович\|url=online.fliphtml5.com/bklqn/vgon/#p=157}} --~~~~. |
| До уваги користувача, який розмістив цю статтю Не редагуйте статтю зараз, навіть якщо ви збираєтеся її переписати. Дотримуйтесь вказівок нижче. - Якщо власник авторських прав на зазначений вище матеріал дозволяє використовувати його на умовах GNU FDL без незмінюваних секцій та Creative Commons із зазначенням автора / розповсюдження на тих самих умовах, будь ласка, сповістіть про це на сторінці обговорення цієї статті. - Якщо правовласником є ви, додайте на зазначеному вище ресурсі примітку: «Матеріали дозволено використовувати на умовах GNU FDL без незмінюваних секцій та Creative Commons із зазначенням автора / розповсюдження на тих самих умовах». - Якщо дозволу на використання цього матеріалу немає, будь ласка, зробіть одне з двох: 1. Напишіть хоча б гарний накид статті на цій підсторінці. Зверніть увагу: не треба копіювати текст, що порушує авторські права, на зазначену підсторінку й редагувати його. Якщо ви взялися за написання нової статті, не забудьте сповістити про це на сторінці обговорення. 2. Залиште все як є, і тоді статтю буде вилучено. У випадку, якщо новий текст написано не буде, цю статтю буде вилучено через тиждень після появи цього попередження (детальніше див. документацію шаблону). Вихідний текст цієї статті з можливим порушенням копірайту можна знайти в історії змін. Зверніть увагу, що розміщення у Вікіпедії матеріалів, автор яких не надав явного дозволу на їхнє використання відповідно до ліцензії GNU FDL без незмінюваних секцій та Creative Commons із зазначенням автора / розповсюдження на тих самих умовах, може бути порушенням законів про авторське право. Користувачів, які додають до Вікіпедії такі матеріали, може бути тимчасово позбавлено права редагувати статті. Попри все, ми завжди раді вашим оригінальним статтям. Дякуємо. Цю сторінку внесено до категорії Вікіпедія:Можливе порушення авторських прав. |

| Текст вилучений зі статті через підозру в порушенні авторських прав |
| --- |
| Текст, що раніше перебував на цій сторінці, запідозрено в порушенні авторських прав на текст із таких джерел: https://kolo.news/category/interview/43176 Дата, коли було знайдено порушення: 8 серпня 2025. Тому, хто повісив цей шаблон: На сторінку обговорення користувача, який розмістив цю статтю, варто додати повідомлення {{subst:nothanks cv\|Єльцов Руслан Олександрович\|url=https://kolo.news/category/interview/43176. |
| До уваги користувача, який розмістив цю статтю Не редагуйте статтю зараз, навіть якщо ви збираєтеся її переписати. Дотримуйтесь вказівок нижче. - Якщо власник авторських прав на зазначений вище матеріал дозволяє використовувати його на умовах GNU FDL без незмінюваних секцій та Creative Commons із зазначенням автора / розповсюдження на тих самих умовах, будь ласка, сповістіть про це на сторінці обговорення цієї статті. - Якщо правовласником є ви, додайте на зазначеному вище ресурсі примітку: «Матеріали дозволено використовувати на умовах GNU FDL без незмінюваних секцій та Creative Commons із зазначенням автора / розповсюдження на тих самих умовах». - Якщо дозволу на використання цього матеріалу немає, будь ласка, зробіть одне з двох: 1. Напишіть хоча б гарний накид статті на цій підсторінці. Зверніть увагу: не треба копіювати текст, що порушує авторські права, на зазначену підсторінку й редагувати його. Якщо ви взялися за написання нової статті, не забудьте сповістити про це на сторінці обговорення. 2. Залиште все як є, і тоді статтю буде вилучено. У випадку, якщо новий текст написано не буде, цю статтю буде вилучено через тиждень після появи цього попередження (детальніше див. документацію шаблону). Вихідний текст цієї статті з можливим порушенням копірайту можна знайти в історії змін. Зверніть увагу, що розміщення у Вікіпедії матеріалів, автор яких не надав явного дозволу на їхнє використання відповідно до ліцензії GNU FDL без незмінюваних секцій та Creative Commons із зазначенням автора / розповсюдження на тих самих умовах, може бути порушенням законів про авторське право. Користувачів, які додають до Вікіпедії такі матеріали, може бути тимчасово позбавлено права редагувати статті. Попри все, ми завжди раді вашим оригінальним статтям. Дякуємо. Цю сторінку внесено до категорії Вікіпедія:Можливе порушення авторських прав. |

| Текст вилучений зі статті через підозру в порушенні авторських прав |
| --- |
| Текст, що раніше перебував на цій сторінці, запідозрено в порушенні авторських прав на текст із таких джерел: https://freeradio.com.ua/oboroniavsia-koly-poruch-pryletiv-snariad-zhadaimo-meshkantsia-kostiantynivky-ruslana-ieltsova-iakyi-zahynuv-na-viini/ Дата, коли було знайдено порушення: 8 серпня 2025. Тому, хто повісив цей шаблон: На сторінку обговорення користувача, який розмістив цю статтю, варто додати повідомлення {{subst:nothanks cv\|Єльцов Руслан Олександрович\|url=https://freeradio.com.ua/oboroniavsia-koly-poruch-pryletiv-snariad-zhadaimo-meshkantsia-kostiantynivky-ruslana-ieltsova-iakyi-zahynuv-na-viini/. |
| До уваги користувача, який розмістив цю статтю Не редагуйте статтю зараз, навіть якщо ви збираєтеся її переписати. Дотримуйтесь вказівок нижче. - Якщо власник авторських прав на зазначений вище матеріал дозволяє використовувати його на умовах GNU FDL без незмінюваних секцій та Creative Commons із зазначенням автора / розповсюдження на тих самих умовах, будь ласка, сповістіть про це на сторінці обговорення цієї статті. - Якщо правовласником є ви, додайте на зазначеному вище ресурсі примітку: «Матеріали дозволено використовувати на умовах GNU FDL без незмінюваних секцій та Creative Commons із зазначенням автора / розповсюдження на тих самих умовах». - Якщо дозволу на використання цього матеріалу немає, будь ласка, зробіть одне з двох: 1. Напишіть хоча б гарний накид статті на цій підсторінці. Зверніть увагу: не треба копіювати текст, що порушує авторські права, на зазначену підсторінку й редагувати його. Якщо ви взялися за написання нової статті, не забудьте сповістити про це на сторінці обговорення. 2. Залиште все як є, і тоді статтю буде вилучено. У випадку, якщо новий текст написано не буде, цю статтю буде вилучено через тиждень після появи цього попередження (детальніше див. документацію шаблону). Вихідний текст цієї статті з можливим порушенням копірайту можна знайти в історії змін. Зверніть увагу, що розміщення у Вікіпедії матеріалів, автор яких не надав явного дозволу на їхнє використання відповідно до ліцензії GNU FDL без незмінюваних секцій та Creative Commons із зазначенням автора / розповсюдження на тих самих умовах, може бути порушенням законів про авторське право. Користувачів, які додають до Вікіпедії такі матеріали, може бути тимчасово позбавлено права редагувати статті. Попри все, ми завжди раді вашим оригінальним статтям. Дякуємо. Цю сторінку внесено до категорії Вікіпедія:Можливе порушення авторських прав. |

## Нагороди
1. медаль «Патріоту Незалежної України» (25.08.21 р.);
2. відзнака командира військової частини А1275;
3. «Пам'ятний нагрудний знак 503 ОБМП»;
4. медаль «За взірець у військовій службі» 1ступеня (підписаний Залужним, 01.04.22р.);
5. медаль «За взірець у військовій службі» 3 ступеня (підписаний Залужним, 16.05.22р.);
6. медаль «За взірець у військовій службі» 1ступеня (підписаний Залужним, 25.07.22р.);
7. нагрудний знак «За зразкову службу» (Резніков, 01.05.23 р.);
8. відзнака Президента України «За оборону України» (05.08.22р.);
9. орден «За мужність III ступеня» (30.12.23р. (посмертно) Зеленський)Сила та міць

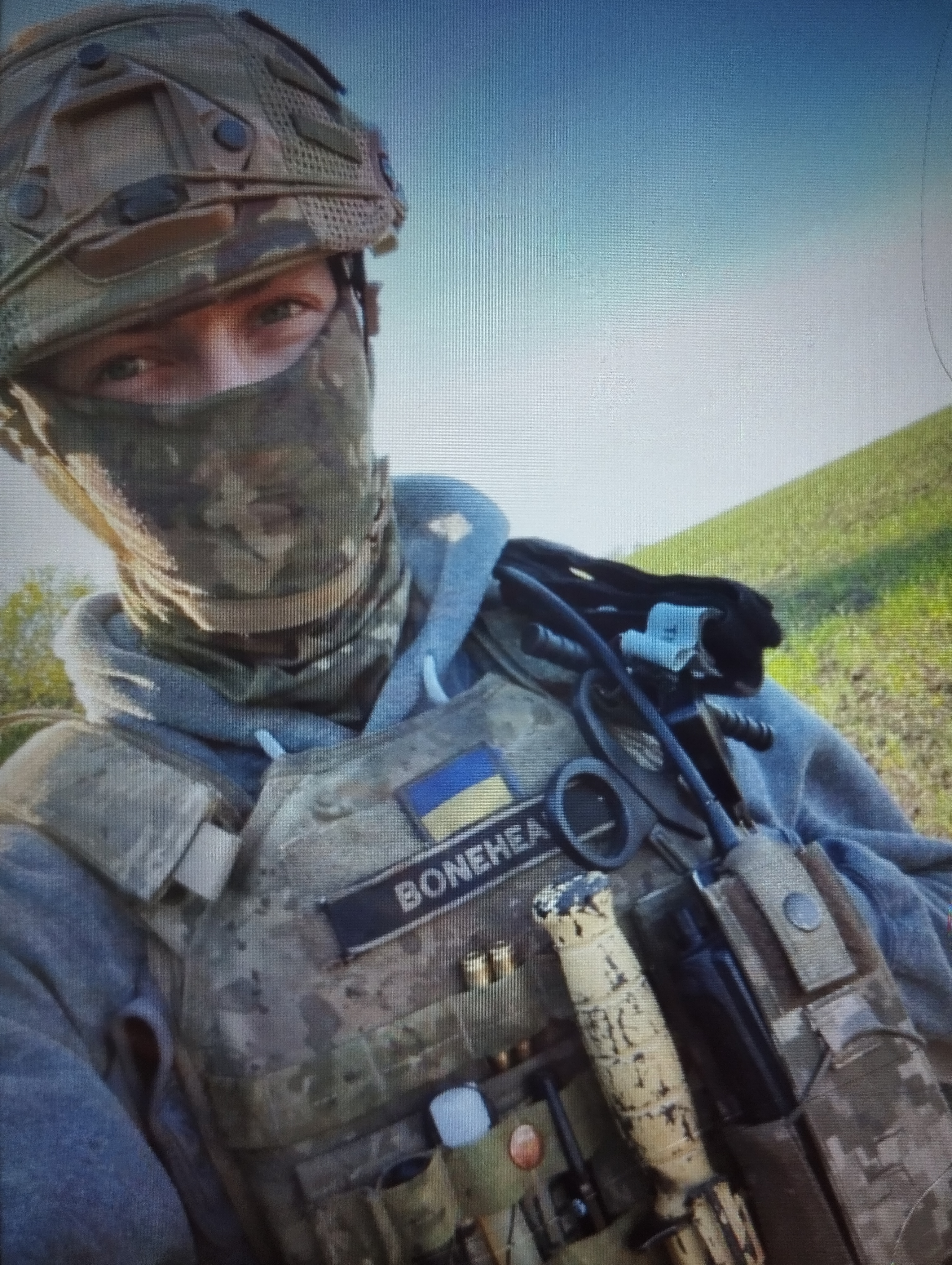
Сила та міць

## Вшанування
Оксана Шабас створила артпроєкт вшанування Героїв «Наші пам’яті Артема Тимченка», куди входять портрет Руслана. Є вірші про Руслана, які входять у збірку віршів проєкту "Поезія народжена війною"  Також є електронна база біографії Руслана арт-проєкту "Наші пам'яті Артема Тимченка"
"Іноді дізнаєшся про людину, коли її фізично вже немає з нами! Це дуже боляче. Руслан це саме те судження, коли кажуть: "Війна забирає найкращих!". Саме тому, я щаслива від того, що вже знаю цього Героя, хоча його і забрала війна. Це велика гордість бути частиною збереження пам'яті про таку ЛЮДИНУ! Раджу всім прийняти в цьому участь. Цей хлопець відкриє Вам нові горизонти, покаже Вам справжній, патріотичний Схід України, навчить Вас кайфувати від процесу боротьби!" — зізнається авторка проєкту Оксана Шабас.
Руслан був людиною з надзвичайно позитивним характером. Навіть у найважчі часи він умів знаходити привід для усмішки. З почуттям гумору та відвагою він пофарбував трофейний автомат у рожевий колір і прикрасив його стікером Hello Kitty. Саме з таким озброєнням він неодноразово вирушав на важливі й небезпечні бойові завдання. На знак пам’яті про Руслана, побратими пофарбували авто, яке дісталося їм від нього, у рожевий колір і наклеїли ті самі стікери.

## Татуювання

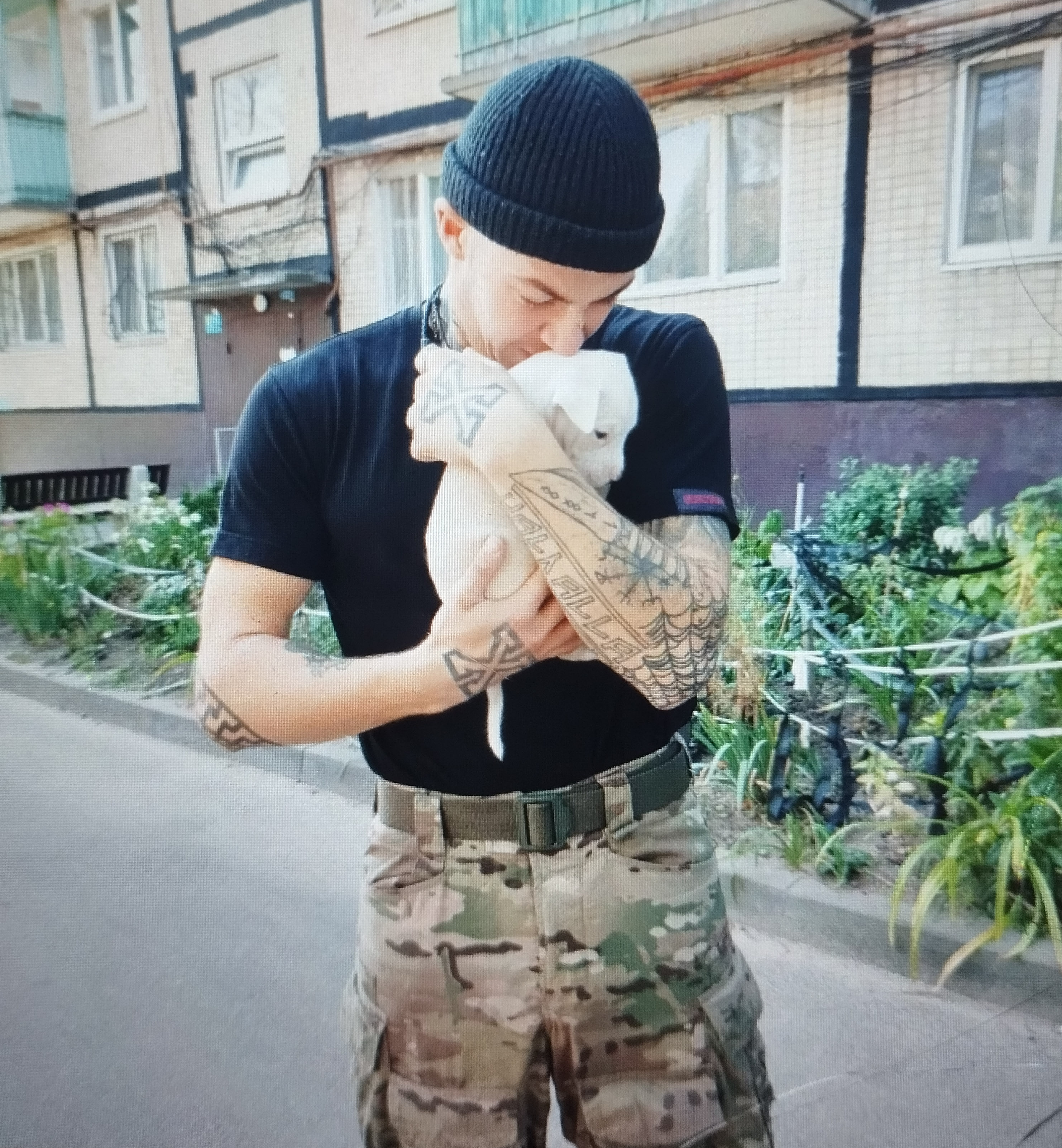
Майже вдома

## Джерела

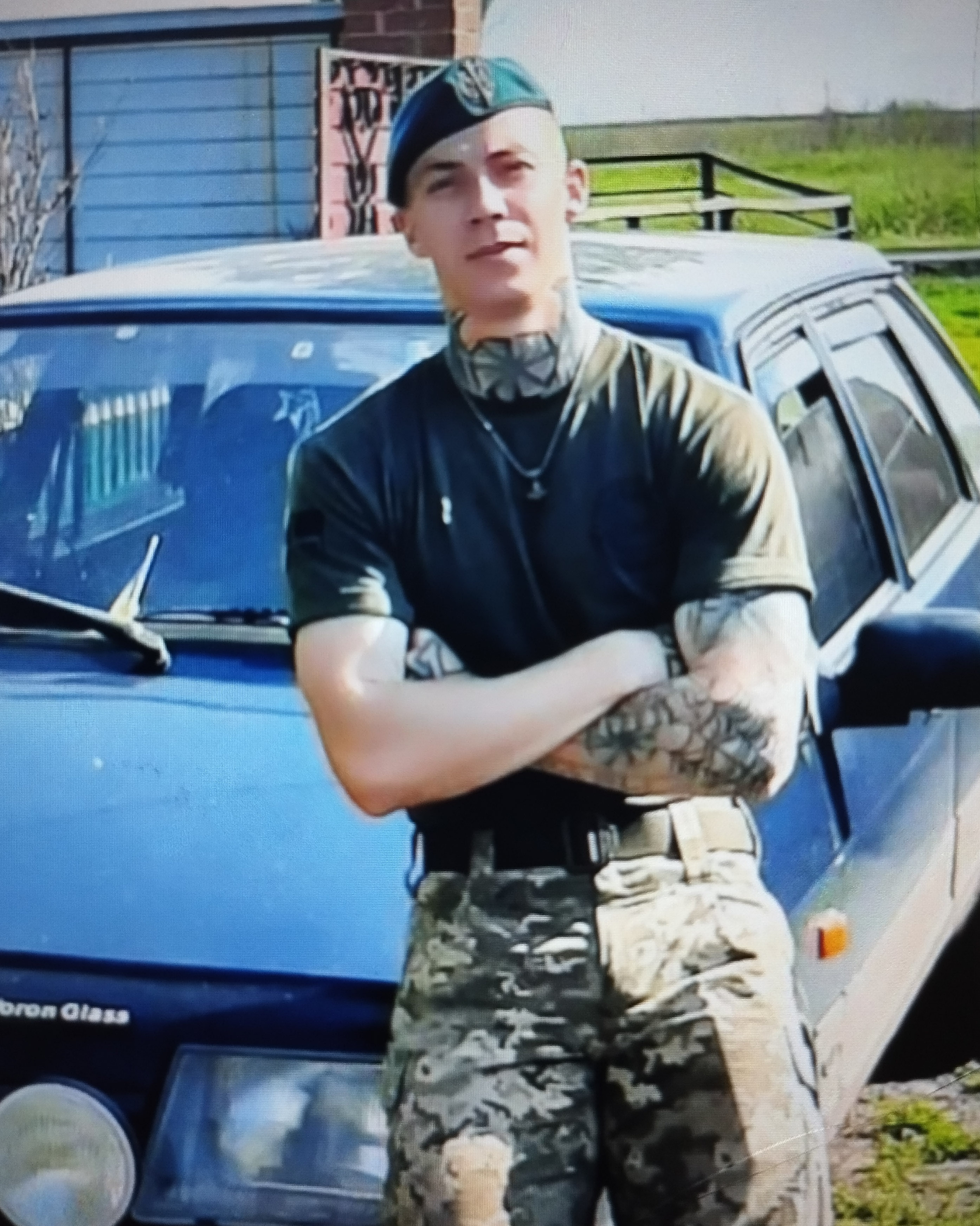
Вдома і на захисті